# LOCK AND KEY
『LOCK AND KEY』（ロック・アンド・キー）は、LADIES ROOMの3枚目のオリジナル・アルバム。1992年2月1日発売。

## 解説
タイトルは「女性器と男性器」という意味。
キャッチコピーは、「ポップでハードでメロディアス。オマエの心をロックしたい」であり、ヴォーカルの百太郎はLADIES ROOMのハードな部分とポップな部分がバランスよく入っていると評した。

## 収録曲
全曲、作詞・作曲：LADIES ROOM
1. SEX DRIVE#2

前年にリリースされたシングル曲のアルバムバージョン。シングルに比べギターソロが長いなどアレンジが異なる。
2. YOUR NAKED HEART
3. ONE NIGHT STAND
4. JUST LIKE A CANDY
5. NIGHT TO NIGHT

シングル「HARD TO SAY…」のカップリング。
6. HARD TO SAY…

アルバム発売後にシングルカットされた。シングルとしては初のバラードとなった。
7. BIG PIE
8. PURPLE HEAVEN

ベースのGEORGEがヴォーカルをとっている。タイトルはゲイ用語であるが、制作時点ではそのことを全く知らなかったという。
9. GIRL FRIEND

百太郎は、この曲の歌詞を読んだかつての恋人に「わたしのことでしょ」と言われたという。
10. ROCKING HOUSE

ライブハウスでの光景を題材にした楽曲。
11. CHECK3
12. LIGHT OF YOUR EYES